# هوريزن زيرو دون
هورايزون زيرو داون (بالإنجليزية: Horizon Zero Dawn)، هي لعبة فيديو من نوع أكشن ومغامرات تعدد الأدوار. من تطوير أستديو غيريلا جيمز الهولندي ونشر سوني كمبيوتر إنترتينمنت. صدرت اللعبة الحصرية لنظام بلاي ستيشن 4 يوم 28 فبراير 2017. وتحتوي على اللغة العربية.

## اسلوب اللعب
تدور أحداث هورايزون الفجر الجديد في فترة زمنية بعد ما يقارب الـ1,000 عام، في عالم ما بعد الكارثة حيث وصلت البشرية قمة التفوق الحضاري ولكن المخلوقات الآلية وبشكل رئيسي الدينوصورات الآلية أصبحت أقوى وسيطرت على الأرض، لكن يجد البشر طريقة لاستعادة الحياة على الأرض، وكلفهم ذلك حضارتهم.
يتحكم اللاعب بشخصية آلوي وهي عبارة عن صيّادة وباحثة يتيمة الأم كانت منبوذة من قِبل قبيلتها قبل أن تشارك في الإثبات لتتمكن أن تكون باحثة، فتسافر للبحث عن أصل هذا العالم وكيف جائت الروبوتات. اللعبة ليست لعبة تعدد أدوار بالكامل ولكنها تمتلك العديد من عناصر تعدد الأدوار.
اللعبة توفر أساليب قتال مختلفة ضد المخلوقات الآلية، تتنوع ما بين أساليب المواجهة المباشرة مثل التصويب بالأسهم واستخدام المتفجرات والقتال بالأسلحة اليدوية وما بين أساليب التخفي مثل التسلل واستهداف عناصر حساسة من العدو وتسخير عناصر البيئة للتخفي ومباغتة العدو جنبًا إلى جنب مع صناعة الأفخاخ.
اللعبة أيضًا تقدم للاعبين نظام صناعة الأدوات اللازمة للنجاة باستخدام أدوات يمكن الحصول عليها من الأعداء ومن خلال استكشاف البيئة حيث تقدم اللعبة عالم مفتوح بالكامل يقدم حرية التجول وإنجاز المهمات والاستكشاف. عالم اللعبة المفتوح سيشهد تقلبات في الأجواء وتعاقب الليل والنهار.

## معرض الصور

المنظر العام في اللعبة

## الاستقبال
| استقبال |                        |
| --- | ---------------------- |
| مجموع النقاط المجموع نقاط ميتاكريتيك PS4: 89/100 PC: 84/100 [ 4 ] نتائج المراجعة نشرة نقاط دستركتويد 7.5/10 إلكترونك غيمينغ مونثلي 9/10 غيم إنفورمر 8.75/10 غيم سبوت 9/10 غيمز رادار جاينت بومب آي جي إن 9.3/10 بي سي غيمر (الولايات المتحدة) 86/100 [ 5 ] بوليغون 9.5/10 فيديو غيمر.كوم 8/10 |                        |
| مجموع النقاط |                        |
| المجموع | نقاط                   |
| ميتاكريتيك | PS4: 89/100 PC: 84/100 |
| نتائج المراجعة |                        |
| نشرة | نقاط                   |
| دستركتويد | 7.5/10                 |
| إلكترونك غيمينغ مونثلي | 9/10                   |
| غيم إنفورمر | 8.75/10                |
| غيم سبوت | 9/10                   |
| غيمز رادار | 4.5/5 stars            |
| جاينت بومب | 5/5 stars              |
| آي جي إن | 9.3/10                 |
| بي سي غيمر (الولايات المتحدة) | 86/100                 |
| بوليغون | 9.5/10                 |
| فيديو غيمر.كوم | 8/10                   |

### المبيعات
باعت لعبة لعبة حوالي 2.6 مليون نسخة بغضون اسبوعياً من اصدارها. بحلول فبراير 2018، تم بيع أكثر من 7.6 مليون نسخة. وصلت إلى أكثر من 10 ملايين بعد عام، مما يجعلها واحدة ضمن أعلى ألعاب بلاي ستيشن 4 مبيعًا. في حلول شهر فبراير عام 2022، أعلن رئيس استوديوهات بلاي ستيشن ان اللعبة باعت حوالي 20 مليون نسخة عالميًا.